# حصار الرحبة
كان حصار الرحبة بمثابة اشتباك عسكري بين مغول الإلخانات الغزاة وحامية الرحبة المملوكية. وكان هذا آخر اشتباك عسكري في الحرب المملوكية الإلخانية.
في عام 1312ميلادية 712 هجرية ، بدأ السلطان المملوكي، الناصر محمد بن قلاوون، في تشكيل أمراء مماليك خاصين به بدلاً من أمراء الشام. بعد أن قام بتشكيل 46 أميرًا جديدًا، بدأ في القضاء على الأمراء الذين أوصلوه إلى السلطة. تمكن اثنان فقط من الأمراء من الفرار من التطهير: قراسنقر نائب دمشق، وجمال الدين آقوش الأفرم نائب طرابلس، اللذين هربا مع أمير العرب سليمان بن مهنا إلى أراضي الإلخانات مع 600 مملوكي. أقنع أميرا المماليك حاكم الإلخانات، محمد أولجايتو (خربندا)، بالذهاب إلى الرحبة لاعتقادهما بموافقة نائبها بدر الدين موسى بن أبي بكر الأزكشي الكردي الذي عينه جمال الدين آقوش الأفرم على نيابة الرحبة عندما كان نائبا بدمشق لهما في تسليم الرحبة للمغول ولكنه رفض ونظرا لرفضه قرر أولجايتو الهجوم.
انطلق الجيش المغولي في أكتوبر من مدينة الموصل. وعرف جواسيس المماليك في بغداد بذلك وذهبوا لإبلاغ السلطان المملوكي بالغزو القادم. وكانت مسيرة المغول بطيئة، إذ كانت تتحرك تسعة أميال فقط في اليوم، مما سمح للمماليك بالاستعداد قبل وصولهم. وصل المغول إلى أسوار قلعة الرحبة وبدأوا حصار القلعة في 23 ديسمبر أوائل شهر رمضان سنة 712هـ/1312م.
وكانت قلعة الرحبة جيدة التجهيز، ومحصنة، ومجهزة، بقيادة النائب بدر الدين موسى بن أبي بكر الأزكشي. وشن المغول عدة هجمات على الأسوار، وصد المماليك العديد من هجماتهم، مما أدى إلى وقوع خسائر فادحة في صفوف المغول. كان المغول في موقف صعب؛ بدأوا في نفاد المؤن والأعلاف. وترجع المصادر المغولية فشل الحصار إلى الطقس الحار وساهم أیضا في فك الحصار الأسلوب الدعوي الذي اتبعه نائب المملكة القانیة بالدعوة إلى الصلح رغبة في حقن دماء المسلمین، وذلك بوعظ المنجنیقي الذي كان یقصف أسوار قلعة الرحبة، وردعه من انتهاك حرمة شهر رمضان بالقتل والدمار، إضافة إلى تذكیر جوبان لوزیر محمد أولجايتو بأن الإسلام یستوجب علیه مسؤولیة الأخذ بید الملك، ومنعه من تدمیر المدینة، وسفك دماء أهلها دونما مراعاة لحرمة شهر رمضان الفضیل، وحثه الوزير على الدخول معه على محمد أولجايتو لإقناعه بالانسحاب وفك الحصار عن المدینة. رفع المغول الحصار في 26 يناير من العام التالي. وتركوا كل معدات الحصار، وخرجت الحامية المملوكية وأخذت المعدات إلى القلعة، ففرح سكان الرحبة بذلك وعملوا على إظهار الزینة ودقت البشائر في المدینة إلى یوم عید الفطر؛ وفي خطبة العید ذكر الإكام الناس بما من الله علیهم من رفع الحصار وعودة الأمن في المدینة.
وما أن وصل السلطان الناصر محمد بجيشه من مصر إلى بلاد الشام حتى كان خبر رحيل المغول قد وصل إليه، وكان المغول قد نصبوا المصائد للحمام الزاجل أثناء الحصار حتى لا تصل الأخبار إلى مصر والشام. الأمر الذي أفرح السلطان وأدخل السرور على نفسه واصدر مرسومه بضرب البشائر، وشارك بنفسه أهالي دمشق فرحة النصر، ثم قرر التوجه بعد ذلك مـن مقر إقامته بدمشق إلى الدیار المقدسة لأداء فریضة الحج.
لم يعد المغول أبدًا لمهاجمة المماليك مرة أخرى، بدلاً من ذلك انخرطوا في الدبلوماسية مع المماليك. كان فشل الحصار جزءًا من الوضع المتدهور للإلخانات. وكان الاقتصاد يتراجع. تم تقسيم الخانات إلى حكومتين إداريتين. عاد أولجايتو إلى الشرب وتوفي في ديسمبر 1316.